# Camponotus keiferi
Camponotus keiferi é uma espécie de inseto do gênero Camponotus, pertencente à família Formicidae.